# Charmilles stadion
A Charmilles stadion egy labdarúgó-stadion volt Genfben, Svájcban. 
Az 1930-as Bajnokok Tornájára épült. A Servette FC otthonául szolgált. Négy mérkőzést rendeztek itt az 1954-es labdarúgó-világbajnokságon. 2002-ben bezárták és a helyén egy új stadion a Stade de Genève épült fel.

## Események

### 1954-es világbajnokság
| Dátum       | Időpont UTC+1 | Pályaválasztó | Eredmény | Vendég      | Forduló     | Nézők  |
| ----------- | ------------- | ------------- | -------- | ----------- | ----------- | ------ |
| 1954.06.16. | 18.00         | Brazília      | 5–0      | Mexikó      | 1. csoport  | 13 470 |
| 1954.06.19. | 17.10         | Franciaország | 3–2      | Mexikó      | 1. csoport  | 19 000 |
| 1954.06.20. | 17.00         | Törökország   | 7–0      | Dél-Korea   | 2. csoport  | 4 000  |
| 1954.06.27. | 17.00         | NSZK          | 2–0      | Jugoszlávia | Negyeddöntő | 17 000 |